# Florida (Chile)
Florida ist eine Kommune im Süden Chiles. Sie liegt in der Provinz Concepción in der Región del Biobío. Sie hat 10.624 Einwohner und liegt ca. 35 Kilometer östlich von Concepción, der Hauptstadt der Region.

## Geschichte
Das Gebiet im Süden Chiles, auf dem auch Florida liegt, wurde bereits lange Zeit vor der Ankunft der spanischen Eroberer von indigenen Mapuche besiedelt. So wurde Florida als Pueblo de Indios („Ortschaft der Indios“) bezeichnet. Mitte des 18. Jahrhunderts begannen die Spanier, das Gebiet zu besiedeln. Erstmals wurde 1744 eine Pfarrei auf dem Gebiet gegründet, um die sich in den folgenden Jahren eine Ortschaft bildete. 1799 wurde Florida zur Hauptstadt der Provinz Concepción ernannt, da die vorherige Hauptstadt Hualqui keine ausreichende Infrastruktur aufwies. Daher wurde in der Folge in die Stadt investiert und unter anderem eine Straße dorthin gebaut.

## Geografie und Demografie
Laut der Volkszählung aus dem Jahr 2017 leben in Florida 10.624 Einwohner, davon sind 5386 männlich und 5238 weiblich. 42,9 % leben in städtischem Gebiet, der Rest in ländlichem Gebiet. Neben dem Hauptort Hualqui gehören noch eine Vielzahl weiterer Dörfer zur Gemeinde, darunter Copiulemu und Roa. Die Kommune hat eine Fläche von 609 km² und grenzt im Norden an Ránquil in der Región de Ñuble,  im Osten an Quillón in der Región de Ñuble, im Süden an Yumbel und an Hualqui, im Westen an Concepción und Penco sowie im Nordwesten an Tomé.
Florida befindet sich im Gebiet der Küstenkordillere, es herrscht ein gemäßigtes Klima mit kurzer Trockenzeit im Sommer. Der Río Andalién entsteht in Florida. Außerdem befindet sich das private Naturschutzgebiet Parque Coyanmahuida auf dem Gebiet der Gemeinde.

## Wirtschaft und Politik
In Florida gibt es 168 angemeldete Unternehmen. Vor allem die Forstwirtschaft, aber auch die Landwirtschaft sind von hoher wirtschaftlicher Bedeutung für die Kommune. Der aktuelle Bürgermeister von Florida ist Jorge Roa Villegas von der christdemokratischen Partei Chiles. Auf nationaler Ebene liegt Hualqui im 20. Wahlkreis, unter anderem zusammen mit Concepción, Talcahuano und San Pedro de la Paz.

## Fotogalerie

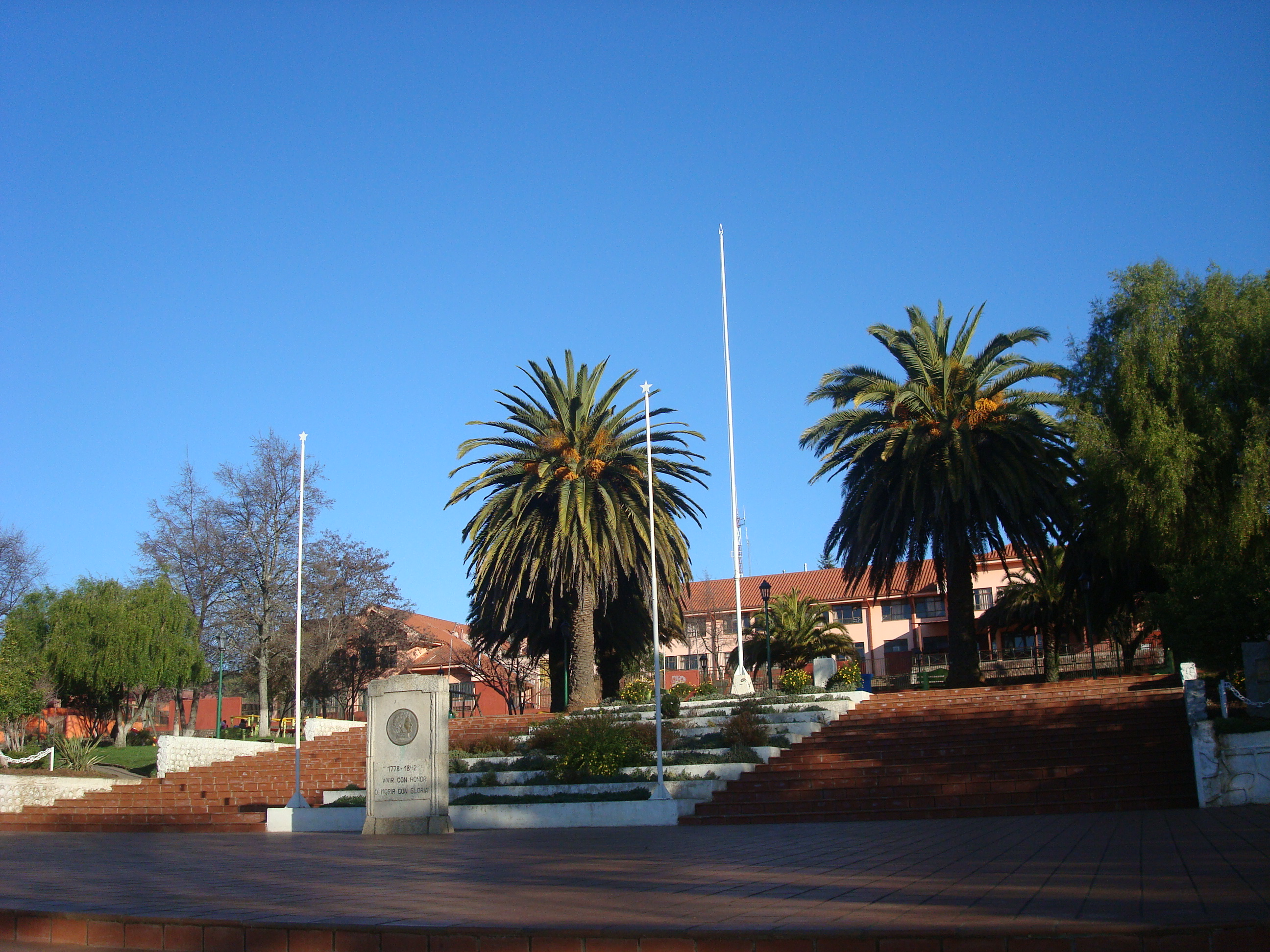
Hauptplatz in Florida
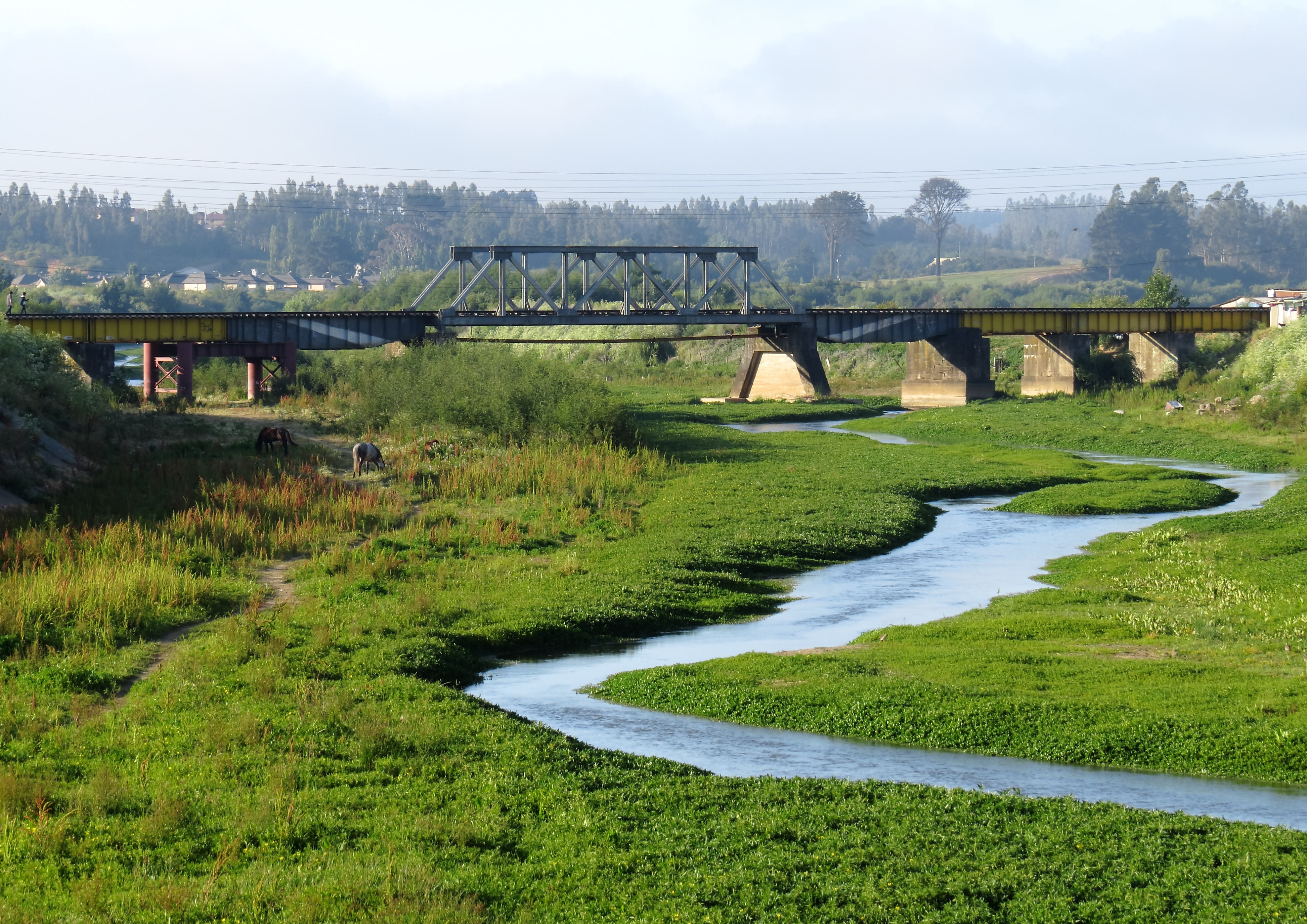
Eisenbahnbrücke über den Río Andalién
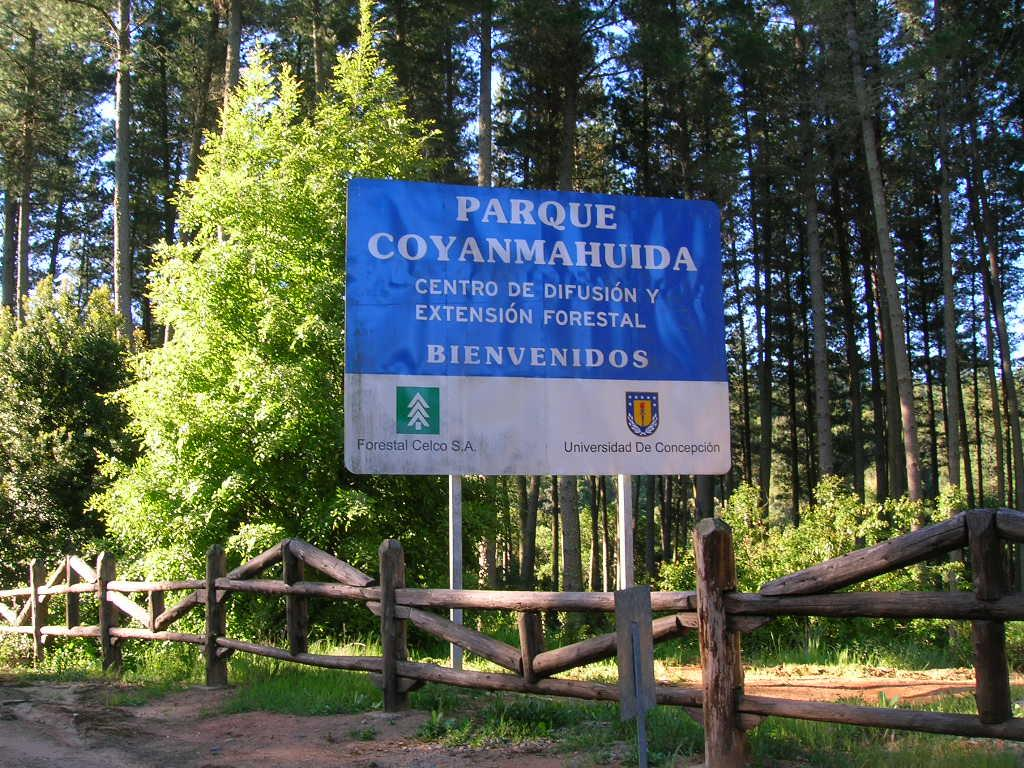
Schild des Parque Coyanmahuida
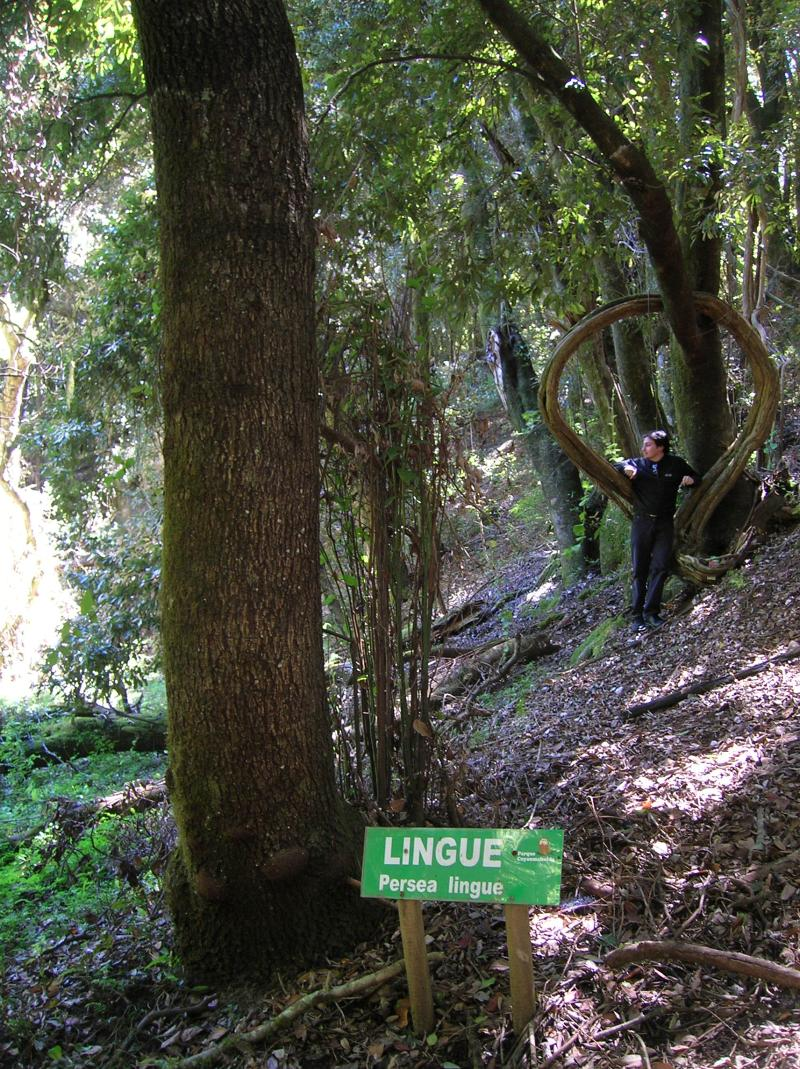
Persea lingue im Parque Coyanmahuida